# Senan (Yonne)
Senan ist eine französische Gemeinde mit 680 Einwohnern (Stand: 1. Januar 2022) im Département Yonne in der Region Bourgogne-Franche-Comté; sie gehört zum Arrondissement Auxerre und zum Kanton Charny Orée de Puisaye. Die Bewohner werden Senanais und Senanaises genannt.

## Geographie
Senan liegt etwa 22 Kilometer nordwestlich von Auxerre am Tholon. Umgeben wird Senan von den Nachbargemeinden Montholon im Norden, Süden und Westen, Champlay im Nordosten sowie Valravillon im Osten und Südosten.
Durch die Gemeinde führt die Autoroute A6.

## Bevölkerungsentwicklung

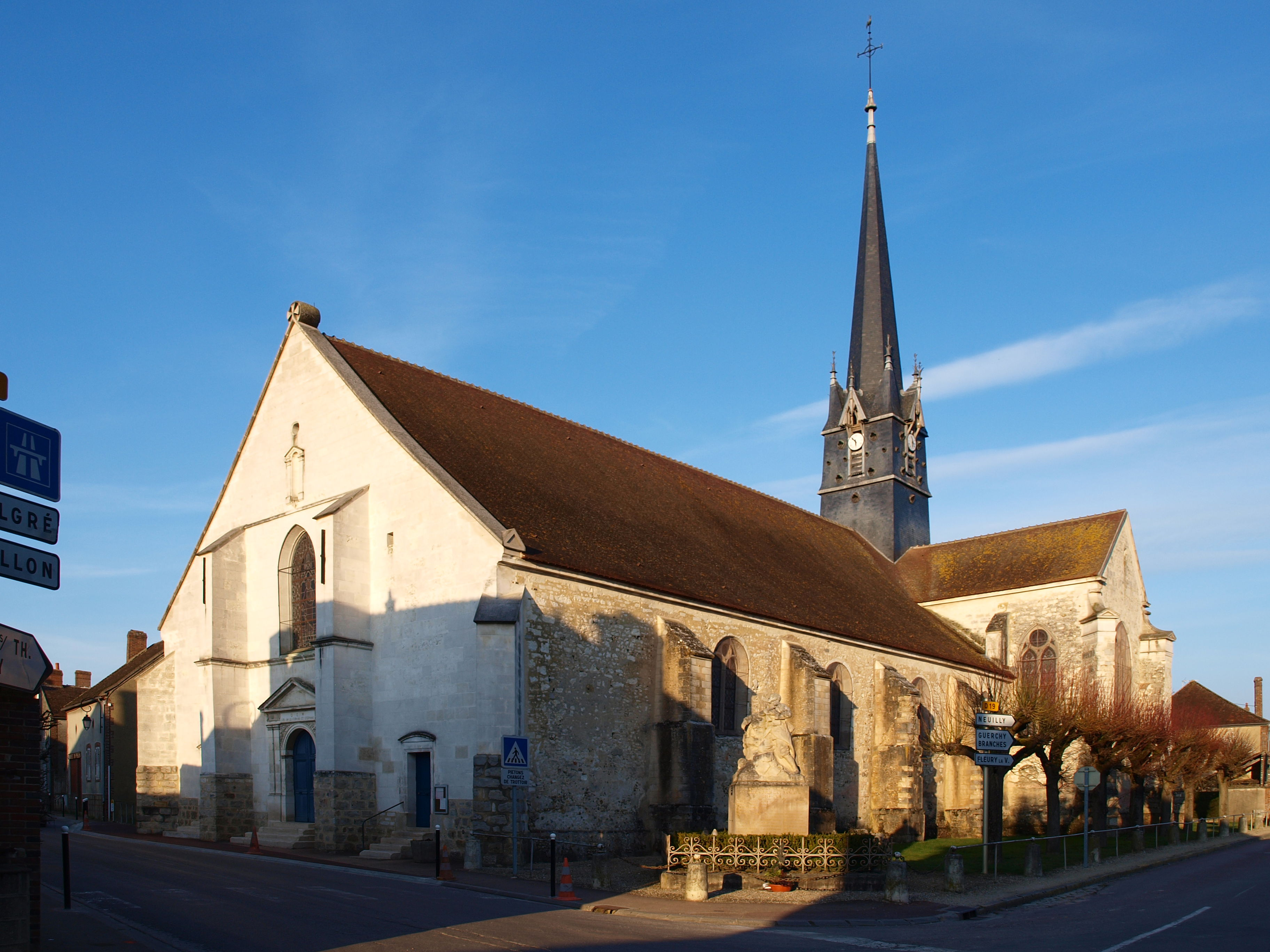
Kirche Saint-Firmin

| Jahr                       | 1962 | 1968 | 1975 | 1982 | 1990 | 1999 | 2006 | 2013 | 2020 |
| Einwohner                  | 571  | 509  | 512  | 607  | 667  | 681  | 727  | 784  | 682  |
| Quellen: Cassini und INSEE |      |      |      |      |      |      |      |      |      |

## Sehenswürdigkeiten
- Kirche Saint-Firmin aus dem 13. und 16. Jahrhundert, seit 1911 als Monument historique klassifiziert
- Schloss Chailleuse